# Andor Földes
Pour les articles homonymes, voir Foldes.
Dans le nom hongrois Földes Andor, le nom de famille précède le prénom, mais cet article utilise l’ordre habituel en français Andor Földes, où le prénom précède le nom.
Andor Földes, né le 21 décembre 1913 à Budapest et mort le 9 février 1992 à Herrliberg, est un pianiste hongrois de renommée internationale.

## Biographie
Andor Földes étudie d'abord le piano avec sa mère, Valéria Ipolyi, et avec Tibor Szatmári dans son quartier natal d'Óbuda à Budapest. En 1921, à  l’âge de huit ans, il fait ses débuts en public en exécutant un concerto de Mozart avec l'Orchestre philharmonique de Budapest. En 1922, Il entre à l’Académie de musique Franz Liszt. Földes étudie avec Ernő Dohnányi jusqu'en 1932 et avec Béla Bartók à partir de 1929. Il fait ses débuts américains lors d’un récital à la radio en 1940 et se produit ensuite au Town Hall de New York, lors d'un récital en 1941. 
Le 3 novembre 1947, il interprète le Concerto pour piano no 2 de Bartók pour le concert d'ouverture de la 18e saison de l'Association nationale des orchestres, dirigée par Léon Barzin, au Carnegie Hall de New York. Ce fut la première présentation du concerto à New York, après Chicago, Pittsburgh et San Francisco. 
Son enregistrement du 2e concerto pour piano de Béla Bartók de 1948 est prisé par les collectionneurs, tout comme la série de ses enregistrements de Bartók avec Deutsche Grammophon, qui a remporté le Grand Prix du Disque.
Földes rencontre sa femme Lili Rendy, une journaliste hongroise, à New York et ils deviennent tous deux citoyens américains. 
En raison de ses nombreux engagements européens, le couple s’installe en Suisse en 1961. Anton Földes meurt à Herrliberg le 9 février 1992, des suites d'une chute accidentelle. Il était âgé de 78 ans,.
En plus d'une large discographie, qui comprend non seulement des œuvres de Bartók mais aussi de Mozart, Beethoven, Brahms, Manuel de Falla, Claude Debussy , Francis Poulenc, Liszt, Schubert et Rachmaninov, Anton Földes a également rédigé Keys to the Keyboard (1948) (en français : «Clés pour le Clavier») (1948), ainsi que des articles: Impressions d'un voyage musical en Afrique (1953) , Kiss Beethoven (1986), et une autobiographie 70 ans sur le tapis magique de la musique (2004).
Parmi les récompenses attribuées à Földes, on peut citer la Grande Croix du Mérite, attribuée par l'Allemagne en 1959 pour sa participation à la collecte de fonds pour la reconstruction de la Salle Beethoven à Bonn (en donnant des concerts de charité à New York, Londres, Buenos Aires, Bonn et d'autres villes). Il reçoit la médaille d'argent de la Ville de Paris en 1969, ainsi que le titre de Commandeur du Mérite Artistique et Culturel pour son interprétation de Claude Debussy. Pour ses enregistrements des œuvres pour piano de Bartók, la Phono-Akademie attribue à Andor Földes le Prix Schallplatten en 1982, dans la catégorie « Enregistrements historiques ».